# United Parcel Service
United Parcel Service (eller bare UPS) er et internationalt kurerfirma grundlagt i 1907 i USA.
Firmaet er også repræsenteret i Danmark. 
Det har en omsætning på 61 mia. dollar.